# Raión de Timashovsk
El raión de Timashovsk (del ruso: Тимашёвский район) es uno de los treinta y siete raiones en los que se divide el krai de Krasnodar, en Rusia. Está situado en la zona central del krai. Limita al sur con el raión de Dinskaya, al suroeste con el raión de Kalininskaya, al noroeste con el raión de Primorsko-Ajtarsk, al norte con el raión de Briujovétskaya y al este con el raión de Korenovsk. Tenía 107 768 habitantes en 2010 y tiene una superficie de 1 506.4 km². Su centro administrativo es Timashovsk.
Está situado en las llanuras de Kubán-Priazov. El raión está regado por el río Kirpili y sus afluentes.

## Historia
El raión fue establecido el 11 de febrero de 1927 como parte del ókrug de Kubán del krai del Cáucaso Norte como resultado del cambio de centro del raión de Medvédovskaya y el cambio de nombre del raión. Inicialmente estuvo compuesto por 16 selsoviets: Boikoponurski, Grechanobalkovski, Derbentski, Dneprovski, Zarechenski, Kazache-Kirpilski, Léninski, Malininski, Medvedovski,Mogukoro-Grechani, Popovichevski, Serguíyevski, Starovelichkovski, Timashovski, Topoli y Jmelnitski. El 10 de enero de 1934 pasó al krai de Azov-Mar Negro y el 31 de diciembre se separó el raión de Kaganovichevskaya con centro en Popovichevskaya. El 13 de septiembre de 1937 pasó a formar parte del krai de Krasnodar.
El 22 de agosto de 1953 se le agregó el selsoviet Rogovski del disuelto raión de Rogovskaya. El 11 de febrero de 1963 se le agregan los anulados raiones de Primorsko-Ajtarsk y Kalininskaya, que fueron restablecidos el 12 de enero de 1965 y el 5 de abril de 1978 respectivamente (el raión de Kalininskaya se llevó los selsoviets Kalininski, Starovelichkovski y Kuibyshevski). En 1993 se disolvieron los selsoviets y en 2005 se decidió la división en 10 municipios.

## Demografía
| Año  | Población |
| ---- | --------- |
| 1959 | 65 573    |
| 1970 | 108 035   |
| 1979 | 83 680    |
| 1989 | 91 851    |
| 2002 | 107 892   |
| 2009 | 107 338   |

En 2006 el 50.6 % de la población era urbana y el 49.4 % era rural.

## División administrativa

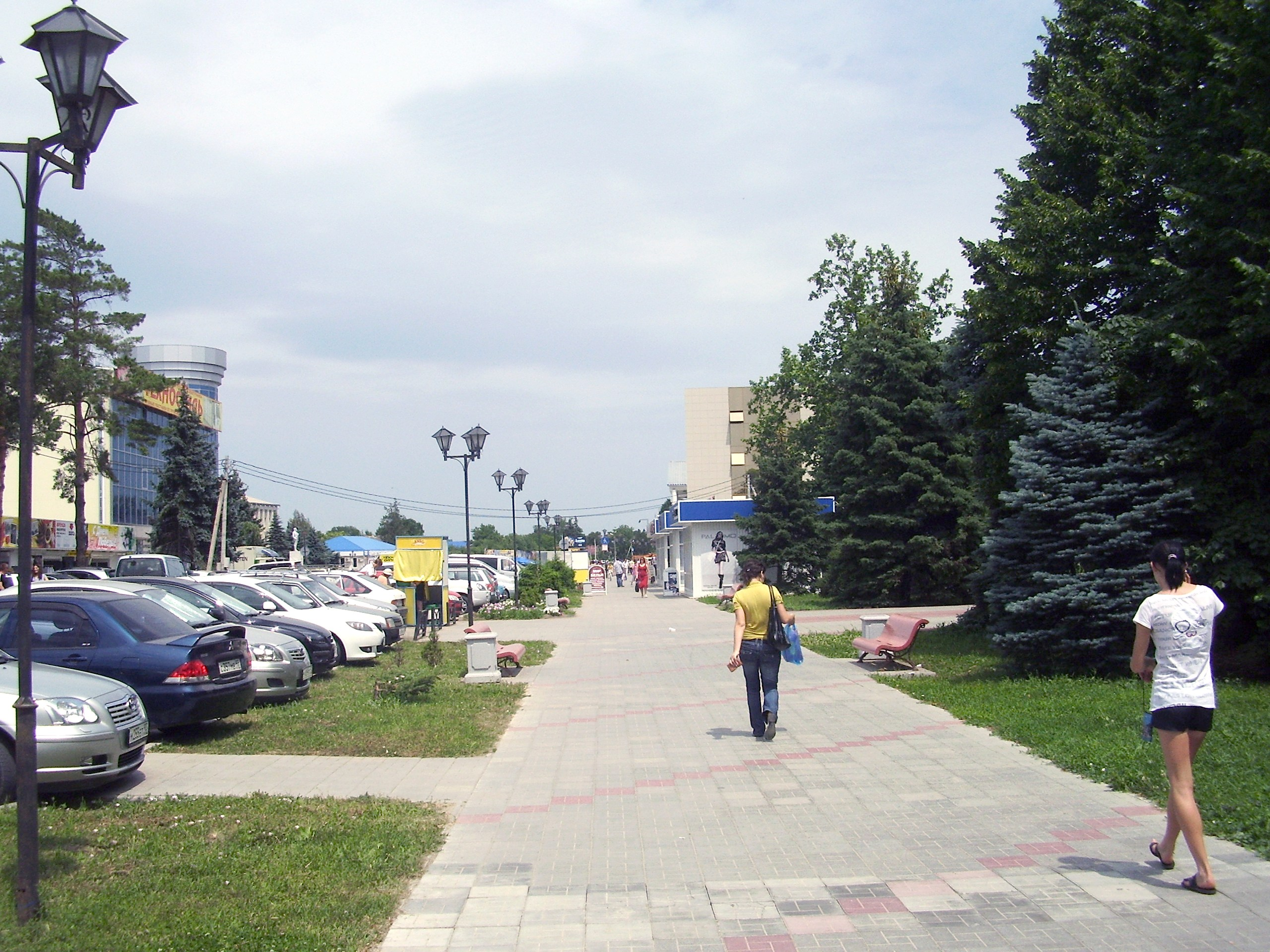
Timashovsk, centro de la ciudad.

El raión se divide en 1 municipio urbano y 9 rurales, que engloban 41 localidades:
| Municipios de tipo urbano       | Poblaciones* |
| ------------------------------- | --- |
| Municipio urbano Timashovskoye  | - ciudad Timashovsk - posiólok Kirpichni                                                                                        |
| Municipios de tipo rural        | |
| Municipio rural Derbentskoye    | - jútor Tantsura-Kramarenko - jútor Derbentski - jútor Liutyj - jútor Mirni - jútor Sadovi - jútor Topoli                       |
| Municipio rural Dneprovskoye    | - stanitsa Dneprovskaya - jútor Dmitrova - jútor Kalinina - jútor Karla Marksa - jútor Krupskoi - jútor Lénina - jútor Oljovski |
| Municipio rural Kubanets        | - jútor Bedniáguina |
| Municipio rural Medvedovskoye   | - stanitsa Medvédovskaya - jútor Bolshevik - jútor Léninski                                                                     |
| Municipio rural Nezaimanovskoye | - jútor Nezaimánovski - jútor Mozhariski - jútor Strinski                                                                       |
| Municipio rural Novokorsunskoye | - stanitsa Novokorsunskaya - jútor Krasnoarmeiski                                                                               |
| Municipio rural Novoléninskoye  | - jútor Léninski - jútor Barybinski - jútor Greblianski - jútor Novi - jútor Rashpil                                            |
| Municipio rural Poselskovoye    | - posiólok Sovetski - posiólok Komsomolski - posiólok Krasnoarmeiski - posiólok Krasni - posiólok Novi - posiólok Oktiabrski    |
| Municipio rural Rogovskoye      | - stanitsa Rogovskaya - jútor Krasni - jútor Kubanski - jútor Nekrásova - jútor Privokzalni - jútor Prichtovi                   |

*Los centros administrativos están resaltados en negrita.

## Economía y transporte
El raión es una de las regiones más desarrolladas en cuanto a la industria agroalimentaria del krai. Según datos de 2007, la producción de cereales llegó a las trescientas mil toneladas, cuarenta mil toneladas de girasol, cien mil toneladas de remolacha azucarera y cuarenta y seis mil toneladas de leche.
Timashovsk es un enlace ferroviario entre las líneas ferroviarias Timashovsk-Slaviansk-na-Kubani-Krymsk, Krasnodar-Starominskaya y Timashovsk-Primorsko-Ajtarsk.